# ماكينة صناعة القهوة بالتفريغ

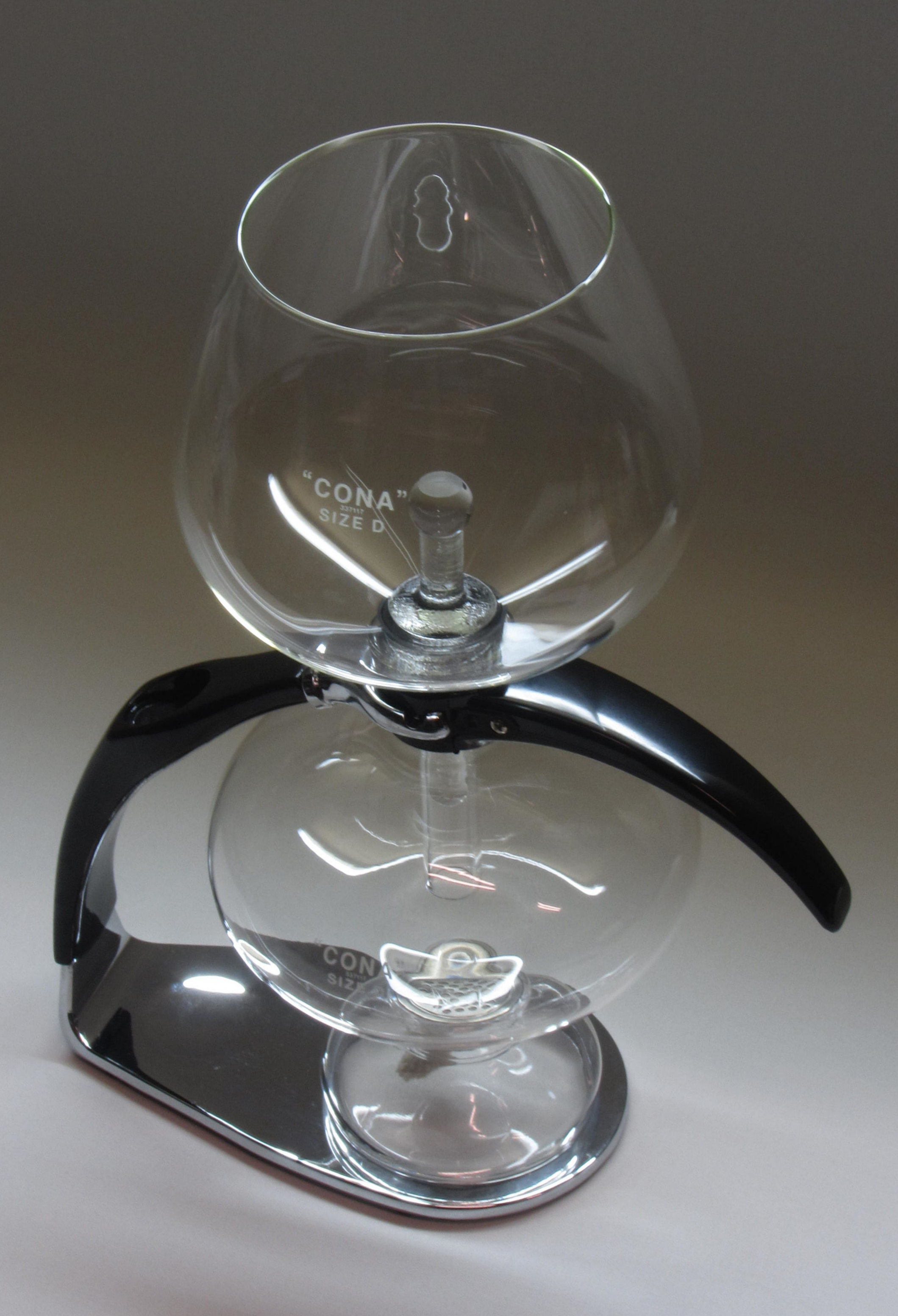
ماكينة صناعة القهوة بالتفريغ، التصميم الصناعي الكلاسيكي من ألعاب أبرام.

ماكينة صناعة القهوة بالتفريغ أو آلة صنع القهوة بالتفريغ هي ماكينة تخمير للقهوة تستخدم حجرتين بحيث ينتج عن ضغط البخار والجاذبية القهوة المطلوبة، ويُعرف هذا النوع من ماكينات صناعة القهوة أيضًا باسم فاك بوت أو سيفون أو صانعة قهوة سيفون، وقد اخترع لوف من برلين هذه الأداة في ثلاثينيات القرن التاسع عشر، واستخدم العديد من الأشخاص حول العالم هذه الأداة لأكثر من قرن في صناعة القهوة.

## تصميم آلة صنع القهوة بالتفريغ
يختلف تصميم وتكوين آلة صنع القهوة بالتفريغ. حيث تصنع الحجرات من زجاج البوروسيليكات أو من المعدن أو من البلاستيك، ويمكن أن يكون الفلتر عبارة عن قطعة من الزجاج أو مصفاة من المعدن أو القماش أو النايلون أو حتى فلتر ورقي، وكانت آلة نابير الفراغية، التي قدمت في عام 1840 مثالاً مبكراً عن هذه التقنية.
في حين أن ماكينات صنع القهوة بالتفريغ كانت بشكل عام معقدة للغاية للاستخدام اليومي، إلا أنها كانت تحظى بتقدير كبير لإنتاجها قهوةً ذات نقاء واضح، حيث كانت شائعة جداً حتى منتصف القرن العشرين. لا تزال ماكينات صنع القهوة باستخدام الفراغ شائعة في بعض أجزاء آسيا، بما في ذلك اليابان وتايوان. ويمكن رؤية تفسير باوهاوس لهذا الجهاز في صانع قهوة جيرهارد ماركس سانتريكس عام 1925.

## آلية العمل

ماكينة صناعة القهوة بالتفريغ: يدفع ضغط بخار الماء إلى الحجرة العلوية

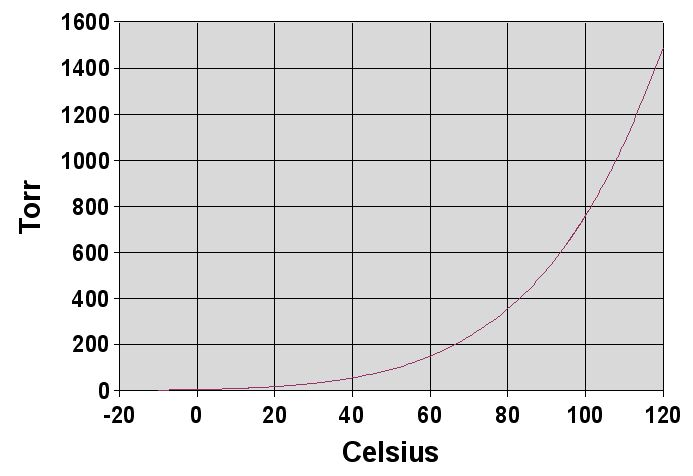
مع زيادة درجة الحرارة، يزداد ضغط بخار الماء مما يزيد الضغط في الوعاء السفلي ويدفع الماء إلى أعلى السيفون. وعند نقطة الغليان العادية البالغة 100 درجة مئوية، فإن ضغط البخار يساوي الضغط الجوي القياسي البالغ 760 تور (760 ملم زئبق).

تعمل ماكينة صناعة القهوة بالتفريغ كسيفون، حيث يؤدي تسخين وتبريد الوعاء السفلي إلى تغيير ضغط البخار للماء في الجزء السفلي، ودفع الماء أولاً إلى الوعاء العلوي، ثم السماح للماء بالهبوط مرة أخرى إلى الوعاء السفلي، يبدأ بعض الماء بالغليان عندما يصل لدرجة حرارة معينة ويتحول إلى بخار ماء بمجرد أن يصبح الضغط في الحجرة السفلية أكبر من ضغط الغلاف الجوي، إلى أن يتمدد خليط الهواء وبخار الماء في الغرفة السفلية بسرعة نظرًا لأن كثافة بخار الماء تبلغ حوالي 1/2000 من كثافة الماء السائل.
يندفع الماء المتبقي لأعلى خلال أنبوب السيفون عندما يتجاوز الضغط ضغط الغلاف الجوي، وتستمر العملية طالما أن الفرق في الضغط بين الغرفة السفلية والعلوية كافٍ للحفاظ عليه عن طريق الاستمرار في تسخين الغرفة السفلية للحفاظ على فرق الضغط، والذي يبلغ (حوالي 1.5 كيلو باسكال أو 0.015 ضغط جوي)، بعد ذلك تضاف القهوة المطحونة للماء في الغرفة العلوية وتستمر عملية التخمير حوالي 60 ثانية.
ترفع الأداة من على مصدر الحرارة بعد أنتهاء عملية التخمير وبالتالي ينخفض الضغط وتتغلب قوة الجاذبية التي تسحب الماء للغرفة السفلية وعندها يجب فك الجهاز كي تتمكن من سكب القهوة.
كما يعمل إبريق الموكا الشهير على نفس المبدأ ولكن يتم دفع الماء إلى الأعلى من الغرفة السفلية عبر الغرفة الوسطى الثالثة التي تحتوي على القهوة المطحونة إلى الغرفة العلوية التي تحتوي على فجوة هوائية لمنع القهوة المخمرة من العودة إلى أسفل. (بالإضافة إلى ذلك، ونظراً لأنه يتم دفع الماء من خلال الأرض المعبأة، فإن الضغط يكون أكبر.) ثم يتم سكب القهوة المحضرة من الأعلى.

## مفهوم خاطئ
تعتمد تقنية سيفون على الدفع نتيجة تغير الضغط وليس على الضغط نفسه ويستخدم بخار الماء لتكوين ضغط كافي لدفع الماء خلال أنبوب سيفون.

## سيفون التوازن
يعد صورة أولية لنفس الجهاز ولكن تكون الحجرات موازية لبعضها البعض على جهاز يشبه الميزان مع ثقل متوازن متصل بالحجرة الساخنة، حيث ينشط الوزن قطعة مخصصة لإطفاء اللهب والذي يقلل بدوره درجة الحرارة ويسمح للغرفة الأولية أن تبرد وبالتالي ينخفض الضغط وينتج التفريغ فراغاً يسمح بمرور القهوة المخمرة.

## الإصدار الأوتوماتيكي
تعمل شركة تايغر اليابانية عام 2022 على آلة صنع قهوة تعمل بنفس المبدأ، على أن يكون نظام التسخين بالكهرباء والغرف مصنوعة من البلاستيك.

## مراحل التحضير

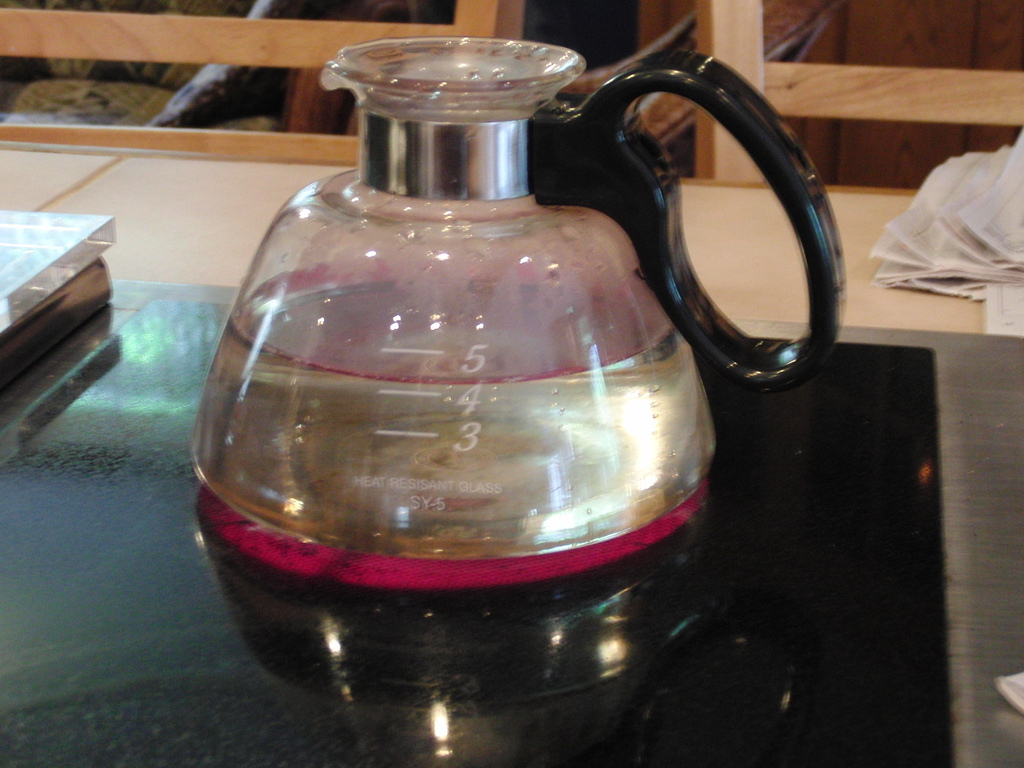
الخطوة 1: يسخن الماء ليغلي في الدورق الزجاجي.
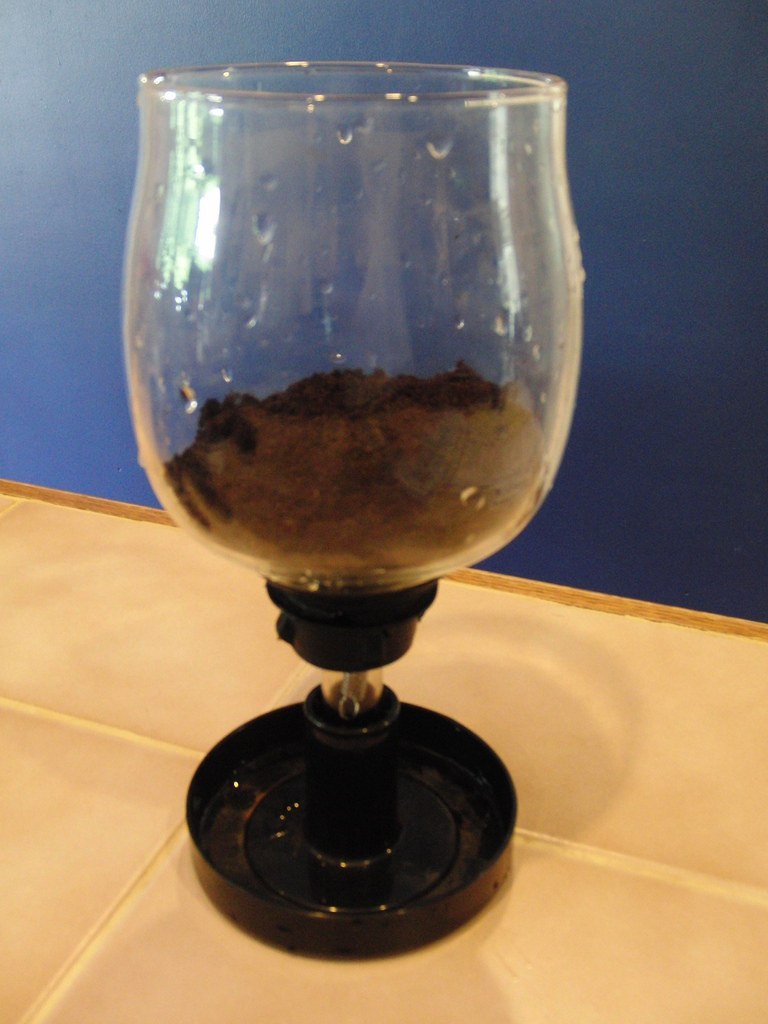
الخطوة 2: تحضر القهوة المطحونة وتوضع في وعاء زجاجي.
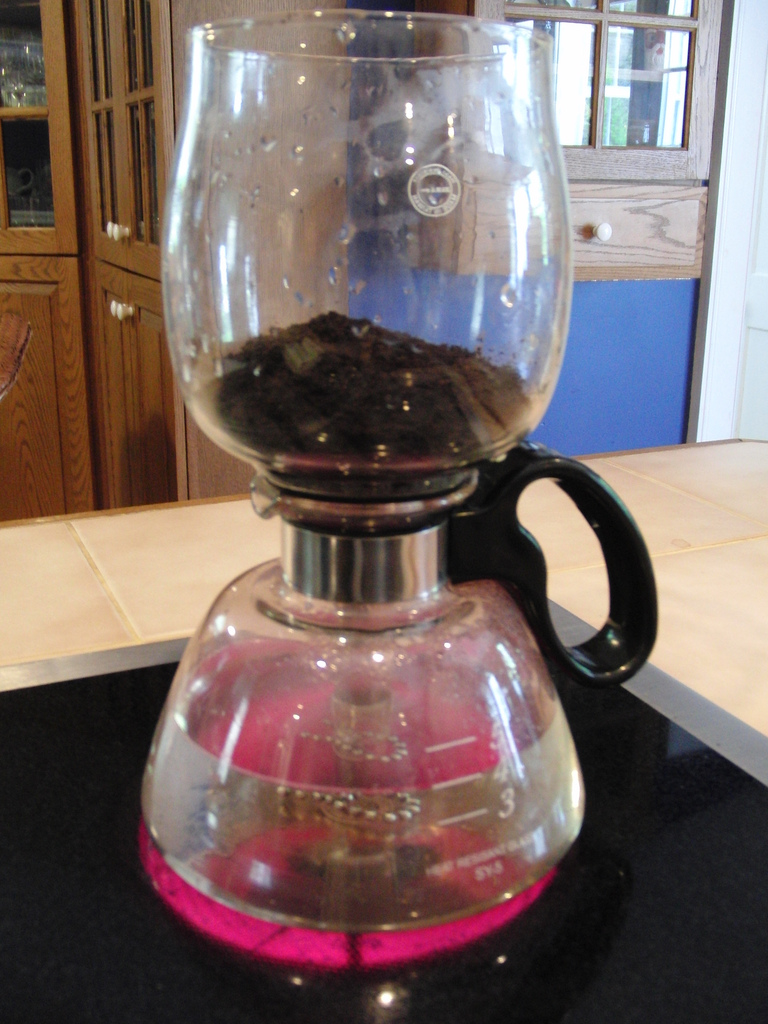
الخطوة 3: يتم إدخال ساق وعاء القهوة المطحون في الجزء العلوي من الدورق الزجاجي بينما يستمر الماء في الغليان.
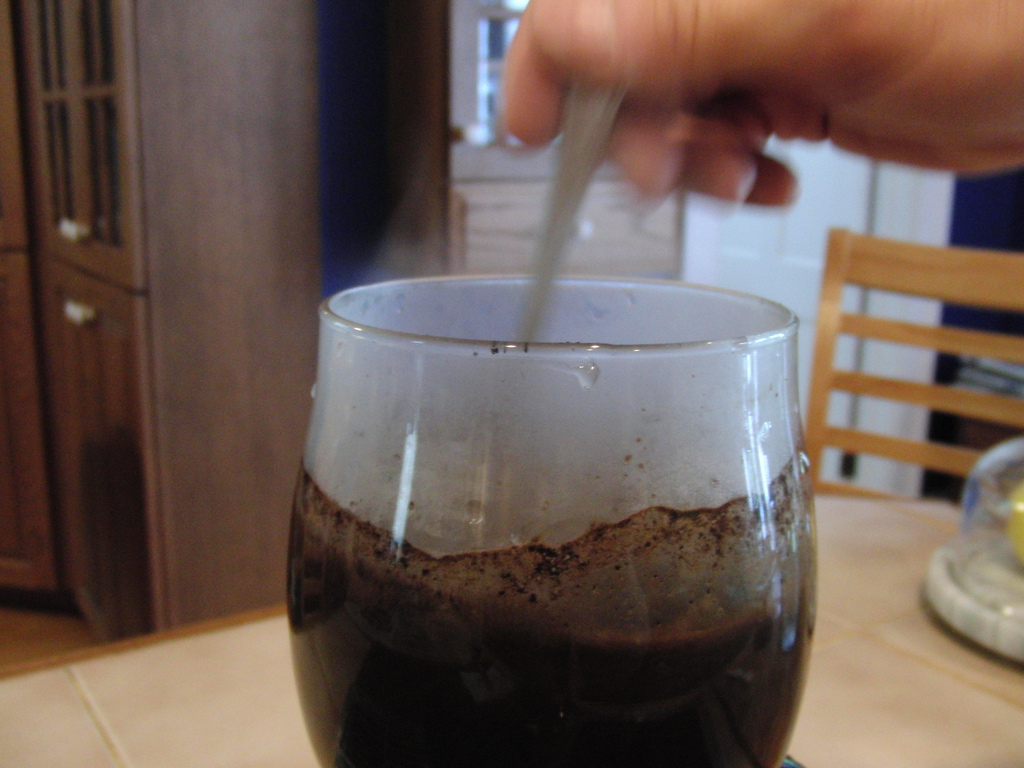
الخطوة 4: يدفع البخار الماء الساخن إلى أعلى جذع وعاء القهوة المطحون ويختلط مع البن المطحون. ثم يقلب المزيج لمدة دقيقة واحدة.
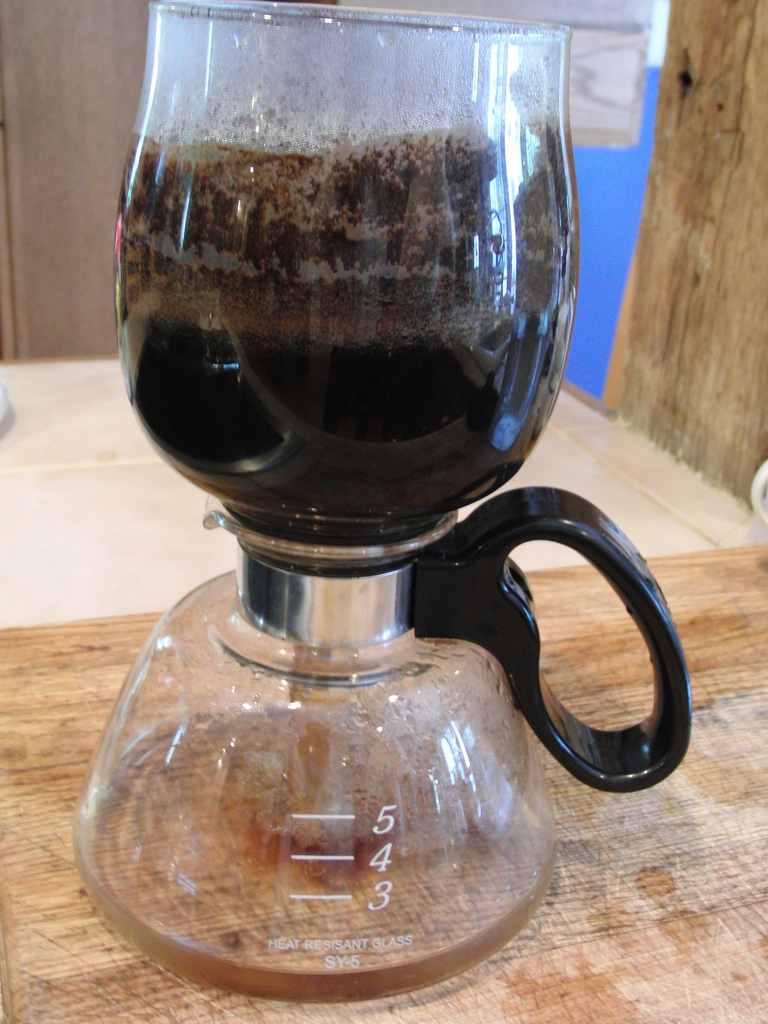
الخطوة 5: في هذه المرحلة، تكون القهوة قد تم تخميرها بالكامل، لكنها لا تزال تحتوي على حبيبات القهوة. يُنزع الدورق الزجاجي عن السطح الساخن.
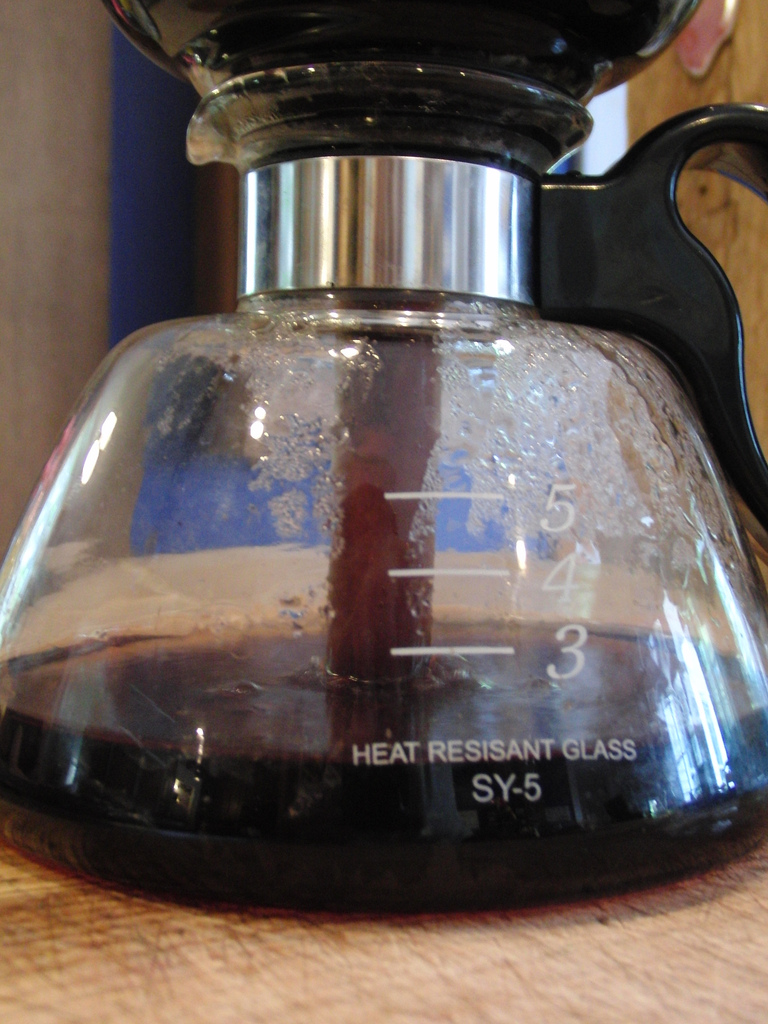
الخطوة 6: عندما يبرد الدورق الزجاجي ويتقلص الماء المتبخر، يتم سحب القهوة المحضرة من خلال مرشح وعاء القهوة المطحون (بفارق الجاذبية والضغط) إلى الأسفل داخل الدورق الزجاجي.
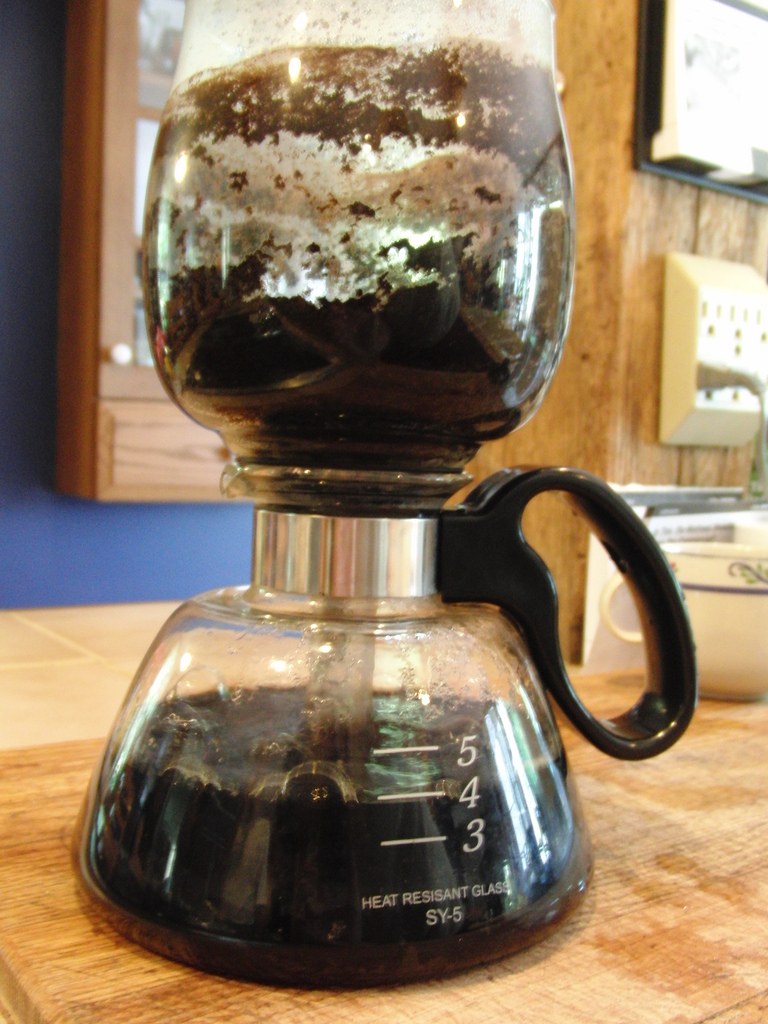
الخطوة 7: تم الانتهاء من تحضير القهوة ووضعها في الدورق الزجاجي. تحتوي الحاوية الزجاجية المطحونة على القهوة المطحونة، والتي تكون أكثر جفافاً (بالنسبة إلى القهوة المطحونة المصفاة) نظراً لأن السيفون يدفع الهواء أيضاً فوق القهوة المطحونة.